# Espressione eterologa
L'espressione eterologa è un processo che permette l'espressione di proteine specifiche in un organismo che normalmente non le produrrebbe. 
Si tratta di una branca dell'ingegneria genetica nota come genetica applicata.
Tale processo necessita di due cose:
- il gene di interesse
- il sistema di espressione

## Come trovare il gene di interesse
Innanzitutto è necessario avere a disposizione delle genoteche, ovvero banche dati genetiche di vettori contenenti gli inserti genetici rappresentativi di tutto il genoma di un organismo. Tali vettori (BAC, YAC, bacmidi, cosmidi…) sono inseriti a loro volta all'interno di microrganismi per poter essere conservati e replicati.
La genoteca può essere definita come tale solo se può permettere di identificare il gene di interesse e se permette di isolare il vettore che lo contiene.
Per trovare il gene di interesse è necessario essere a conoscenza di almeno una di queste informazioni:
- Sequenza del gene
- Sequenza amminoacidica tradotta dal gene
- Funzione biochimica della proteina codificata

In base al tipo di informazione disponibile esistono diversi metodi di identificazione.

### Disponibilità della sequenza genetica
Con tale informazione è possibile creare dei primer complementari al gene di interesse in modo che vi si possano legare. In sostanza si tratta di trasferire la genoteca su un filtro di nitrocellulosa con la tecnica della replica plating, di lisare le cellule e di denaturare il DNA. A questo punto si espone il filtro al primer marcato (magari contenente un fluoroforo) permettendo l'annealing in modo da capire in quale delle colonie della genoteca è presente il vettore contenente il gene di interesse.

### Disponibilità della sequenza amminoacidica
Da tale sequenza modo è possibile risalire alla sequenza delle basi che hanno codificato per il polipeptide, ma poiché il codice genetico è degenerato (cioè un amminoacido è codificato da più triplette), si potrebbe ottenere un pool molto esteso di possibili primer tutti quanti da testare, proseguendo poi come con il metodo precedente.
In alternativa è possibile creare degli anticorpi specifici (Ab) in grado di legare una specifica sequenza amminoacidica del polipeptide codificato. Funziona così: l'Ab1 modificato lega il peptide, si espone la colonia ad un Ab2 (a cui è legato l'enzima 2-galattosidasi) in grado di riconoscere Ab1. Se nel terreno in cui crescono le colonie è presente X-gal (colorante), questo viene catalizzato e assume una colorazione blu che si può riscontrare ad occhio nudo. In questo caso è necessaria l'espressione del vettore.

### Disponibilità della funzione biochimica
Disponendo di questa informazione si agisce per complementazione del fenotipo mutato, ovvero in questo modo: si vuole capire in quale vettore della genoteca è presente il gene che codifica per la proteina A.
Si prendono dei ceppi batterici mutanti A- e TRP-.
Si trasformano tali ceppi con i vettori presenti nella genoteca (contenenti tutti il selectable marker TRP+).
Infine si pongono i ceppi su terreno non contenente A e si lasciano crescere.
Si ottiene il seguente risultato: 
- le cellule che non hanno ricevuto il vettore non sono in grado di crescere perché non sono in grado di produrre né TRP né A.
- le cellule che hanno ricevuto il plasmide invece producono tutte TRP, ma possono crescere solo quelle che producono anche A (perché nel terreno non è disponibile).

In questo modo si possono selezionare le cellule contenenti il vettore con il gene per A.

## Microrganismi modello
I microrganismi più utilizzati in genetica sono: 
- Escherichia coli,
- Bacillus subtilis,
- Kluyveromices lactis,
- Pichia pastoris,
- Saccharomyces cerevisiae.

## Vettori di espressione
Il vettore di espressione è il fattore più importante di tutto il meccanismo di produzione e questo perché esso deve contenere tutti i segnali necessari all'organismo ospite per trascrivere il gene, tradurlo in polipeptide, effettuare modificazioni post-traduzionali, secernere la proteina.
Tali segnali sono diversi e variano in base al sistema di espressione.

### Promotore
Il promotore è una sequenza che si trova a monte della sequenza codificante riconosciuta in modo molto affine dalla RNA polimerasi II e che permette l'avvio della trascrizione.
Un promotore utilizzato per l'espressione di geni eterologhi deve essere:
- FORTE: alta affinità con la RNA polimerasi II in modo che, una volta avviata l'espressione, il totale delle proteine espresse dalla cellula sia costituito da un 30% di quella di interesse.
- REGOLATO: ovvero inducibile o dereprimibile in modo semplice sfruttando sistemi binari ON/OFF simili a quelli batterici.

Parlando di promotori più utilizzati troviamo:
- Promotore TRP
- Promotore LAC
- Promotore ARABAD
- Promotore CIts

### Terminatore
Il terminatore è una sequenza in grado di indicare alla RNA polimerasi II di terminare la trascrizione.
La terminazione può avvenire in due modi:
- tramite un terminatore intrinseco
- in modo Rho-dipendente

## Traduzione eterologa
Il sistema di traduzione funziona nello stesso modo nella quasi totalità degli organismi viventi se non che il processo varia i propri segnali dai procarioti agli eucarioti.
I segnali necessari sono:
- AUG di inizio
- RBS (ribosomal binding site)
- Codoni di STOP

In particolare la RBS è nota come Sequenza di Shine-Dalgarno per i procarioti e Sequenza di Kozak per gli eucarioti.
Tali sequenze hanno la stessa funzione, ma non sono intercambiabili tra loro, bisogna usare quella necessaria al nostro sistema di espressione per permettere l'attacco dei ribosomi.

### Problemi di traduzione
Il processo di traduzione, seppur universale, ha delle eccezioni di cui bisogna tenere conto per l'espressione di una proteina in un organismo diverso da quello di partenza, per fare in modo che il prodotto finale sia comunque identico a quello desiderato.
Uno dei problemi meno comuni, ma di cui bisogna tenere conto, è che alcuni organismi fanno eccezione in alcune codifiche dei codoni di traduzione, quindi è necessario appurare, prima di esprimere, che il sistema di codifica sia il medesimo in modo da non trovarsi con un polipeptide differente da quello atteso. È possibile risolvere questo problema creando una nuova versione del gene (tramite mutagenesi sito-specifica, se le differenze sono piccole) compatibile con l'ospite.
Un altro problema riscontrabile deriva dal fatto che alcuni organismi sfruttano preferibilmente certi codoni per codificare un amminoacido piuttosto che altri e di conseguenza esprimendo maggiormente alcuni amminoacil-t-rna.
La conseguenza è che la traduzione potrebbe essere rallentata o addirittura interrotta.
Per risolvere tale problema si può, come nel caso precedente, costruire una nuova versione compatibile del gene o coesprimere nell'ospite, in alte quantità su un plasmide a parte, il t-rna necessario alla traduzione.
Tra gli altri problemi si riscontra la possibilità di trovare una f-met all'N-terminal, solitamente mantenuta in sistemi di espressione procariotici. Tale amminoacido modificato potrebbe non essere ininfluente rispetto al folding e la funzione del prodotto finale. Per eliminare tale elemento si può procedere in due modi:
1. Inserire nel gene una sequenza per il targeting periplasmatico: in questo modo la proteina viene codificata e la coda all'N-terminale tagliata (insieme all f-met) una volta entrata nel periplasma.
2. Creare una sequenza N-terminale allungata contenente una coppia di PRO. Poi far esprimere all'ospite un enzima, noto come “dipeptilammino dipeptidasi I”, in grado di tagliare coppie di amminoacidi a partire proprio dall'N-terminale e di fermarsi solo dopo aver tagliato una coppia di PRO. In questo modo viene rimossa anche la f-met.

Alla fine dell'opera, qualunque tecnica si decida di seguire, è importante ricordare che la proteina finale deve avere:
- stessa funzione
- stessa sequenza primaria
- stesso folding
- stesse modificazioni post-traduzionali

## Problemi di proteolisi
Tutte le cellule contengono proteasi endogene in grado di distruggere alcune strutture proteiche inutili alla sopravvivenza della cellula stessa. Generalmente le proteine attaccate da tali enzimi sono proteine incomplete, subunità in eccesso, proteine mal tradotte o degradate.
Grazie all'ingengneria genetica però le cellule sono in grado di produrre alte quantità di proteine anche non endogene e che a conti fatti non sono utili alla cellula, la quale decide quindi di distruggerle. Questo è un problema per il ricercatore, perché il suo scopo è proprio quello di fargliele accumulare per poi purificarle e usarle per il proprio scopo.
Per risolvere questo problema è possibile:
- usare ceppi proteasi-deficienti
- lavorare a basse temperature, dato che le proteasi sono hot-stock

## Proteine di fusione
È una tecnica che permette di creare due proteine differenti l'una attaccata all'altra.
Ma perché si dovrebbe voler creare delle proteine di fusione?
- per aumentare la solubilità della proteina eterologa
- per poterle purificare in modo più efficace
- perché possano essere secrete

Tra le due proteine viene solitamente inserita una sequenza che può essere riconosciuta da un enzima specifico in grado di tagliare tale sequenza e dividere le due proteine.
Questa tecnica è estremamente efficace perché consente potenzialmente di purificare ogni genere di proteina mediante delle colonne per affinità.

## Targeting periplasmatico
Questo targeting proteico è estremamente utile perché:
- l'ambiente periplasmatico è estremamente ossidante e quindi favorisce un corretto folding proteico
- Permette di eliminare la f-met all'N-terminale
- Le proteine contenute nel periplasma sono solo il 4% sul totale e quindi aumenta l'efficienza di purificazione
- La proteolisi è limitata in tale ambiente.